# Gradiente geotermico
Il gradiente geotermico è la variazione di temperatura  all'aumentare della profondità all'interno della crosta terrestre; questo parametro viene generalmente indicato con il valore dell'aumento della temperatura in gradi Celsius ogni 100 metri di profondità. Il "grado geotermico" indica quanti metri di profondità sono necessari per avere un incremento di un grado di temperatura. Esso è inefficace per la misura del flusso geotermico terrestre perché non tiene conto del decadimento radioattivo degli elementi litosferici.
Si tratta di un'unità di misura utilizzata per scopi applicativi, in cui la valutazione lungo una distanza di 100 m permette di avere la riduzione degli errori casuali, strumentali e di lettura nella stima delle temperature.

## Descrizione

Schema dell'andamento della temperatura nel sottosuolo in funzione della litologia

La temperatura misurata all'interno della Terra non è costante, e il suo valore cambia in funzione della profondità in cui è misurato o stimato e di alcune condizioni geologiche locali e regionali.

### Gradiente geotermico nella litosfera

#### Profilo superficiale
Scendendo dalla superficie terrestre fino a una certa profondità (normalmente variabile fra 5 – 20 m) la temperatura misurabile varia durante l'anno in funzione della temperatura media meteorologica, fino a una profondità dove la temperatura registrata rimane costante per tutto l'anno con un valore pari alla temperatura media annuale locale. È quindi possibile definire una superficie di omotermia che normalmente segue nel sottosuolo il profilo topografico sovrastante con smussamenti delle asperità altimetriche e locali variazioni riconducibili a fenomeni geologici circoscritti.
Queste variazioni locali possono avere origine diversa. Di seguito sono presentati alcuni casi:
- Infiltrazioni di acque fredde dalla superficie, come venne riscontrato durante la perforazione del tunnel del Monte Bianco, ove le temperature misurate in galleria risultarono inferiori a quelle previste causa raffreddamento della roccia per infiltrazioni verso il basso delle acque fredde di fusione del ghiacciaio sovrastante. Viceversa la galleria stradale del San Gottardo non gode di tale raffreddamento.
- Presenza di permafrost, che funge da volano termico raffreddante il suolo. Analisi di gradienti di temperatura in aree con permafrost condotte in Polonia hanno permesso di osservare che l'effetto del permafrost è osservabile fino a qualche centinaio di metri di profondità.[2]
- Campo geotermico o anomalia geotermica osservabile direttamente sul terreno: in questo caso le linee isotermiche intersecano direttamente la superficie topografica.

#### Profilo profondo
Al di sotto della superficie omeoterma la temperatura terrestre aumenta con un incremento che, mediamente, corrisponde a circa 3 °C ogni 100 m di profondità ma può variare sensibilmente in funzione della posizione in cui ci troviamo.
Il campo normale di variazione del gradiente geotermico solitamente è compreso fra 1,5 °C/100m e 5,0 °C/100m.
Il valore del gradiente geotermale è funzione della conduttività termica delle rocce; rocce molto porose, quindi includenti elevati volumi di acqua, sono caratterizzate da bassa conduttività termica.

### Calcolo del gradiente geotermico

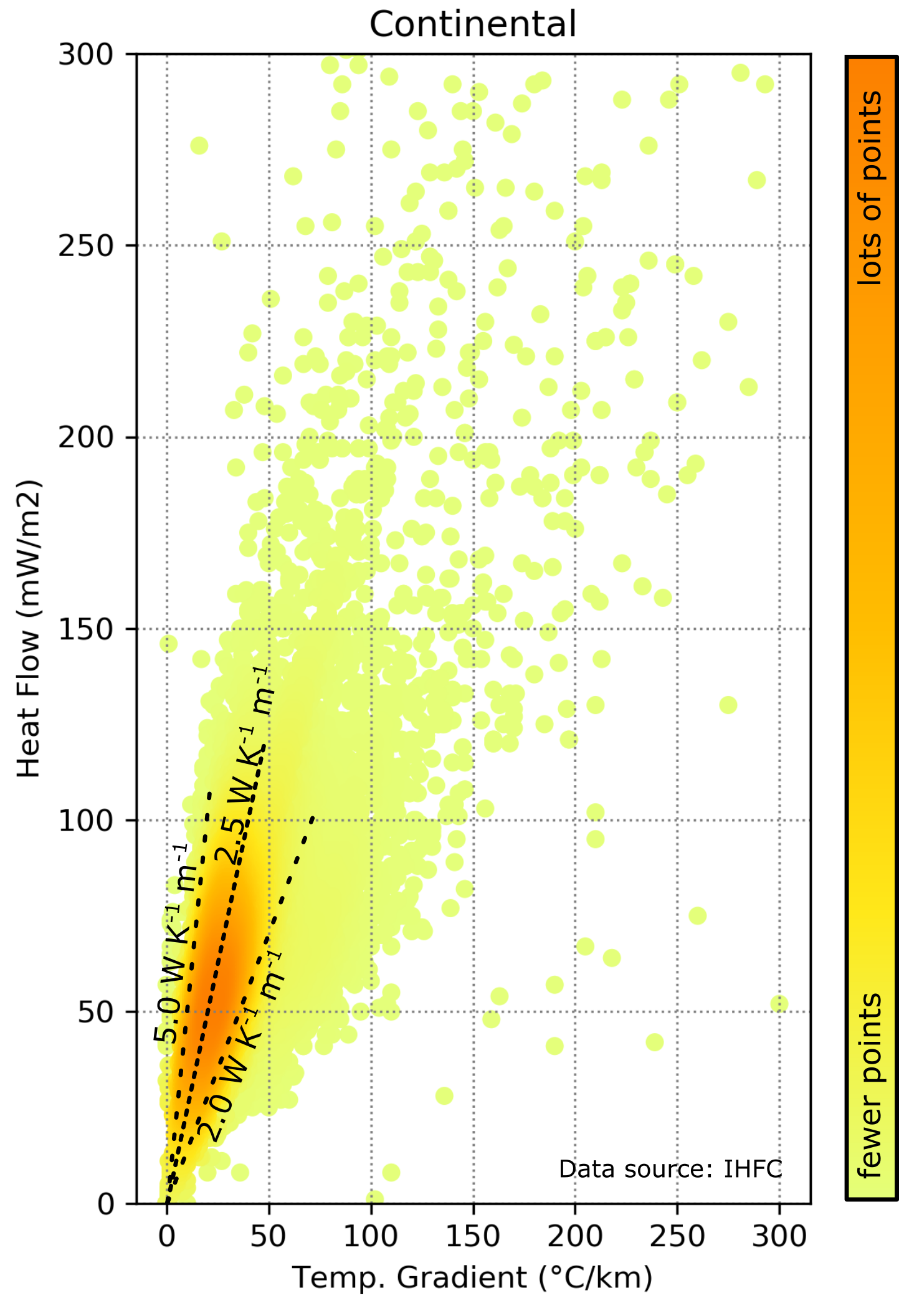
Relazione statistica fra gradiente geotermico e flusso di calore in ambito continentale

Al di sotto della superficie di omotermia il gradiente geotermico {\displaystyle \phi } può essere calcolato, misurando o stimando le temperature a due profondità, con la seguente formula:
{\displaystyle \phi =100\cdot {\frac {T_{2}-T_{1}}{D_{2}-D_{1}}}}
con
- {\displaystyle T_{2}} temperatura misurata alla profondità  {\displaystyle D_{2}};
- {\displaystyle T_{1}} temperatura misurata alla profondità  {\displaystyle D_{1}>D_{2}}.